# Portalbera
Portalbera (lombardul: Purtalbra) település Olaszországban, Lombardia régióban, Pavia megyében. Lakosainak száma 1444 fő (2023. január 1.). Portalbera Arena Po, Spessa és Stradella községekkel határos.

## Népesség
A település lakossága az elmúlt években az alábbi módon változott:
| Lakosok száma | 1493 | 1494 | 1444 |
|               | 2017 | 2018 | 2023 |